# Columna de Julio

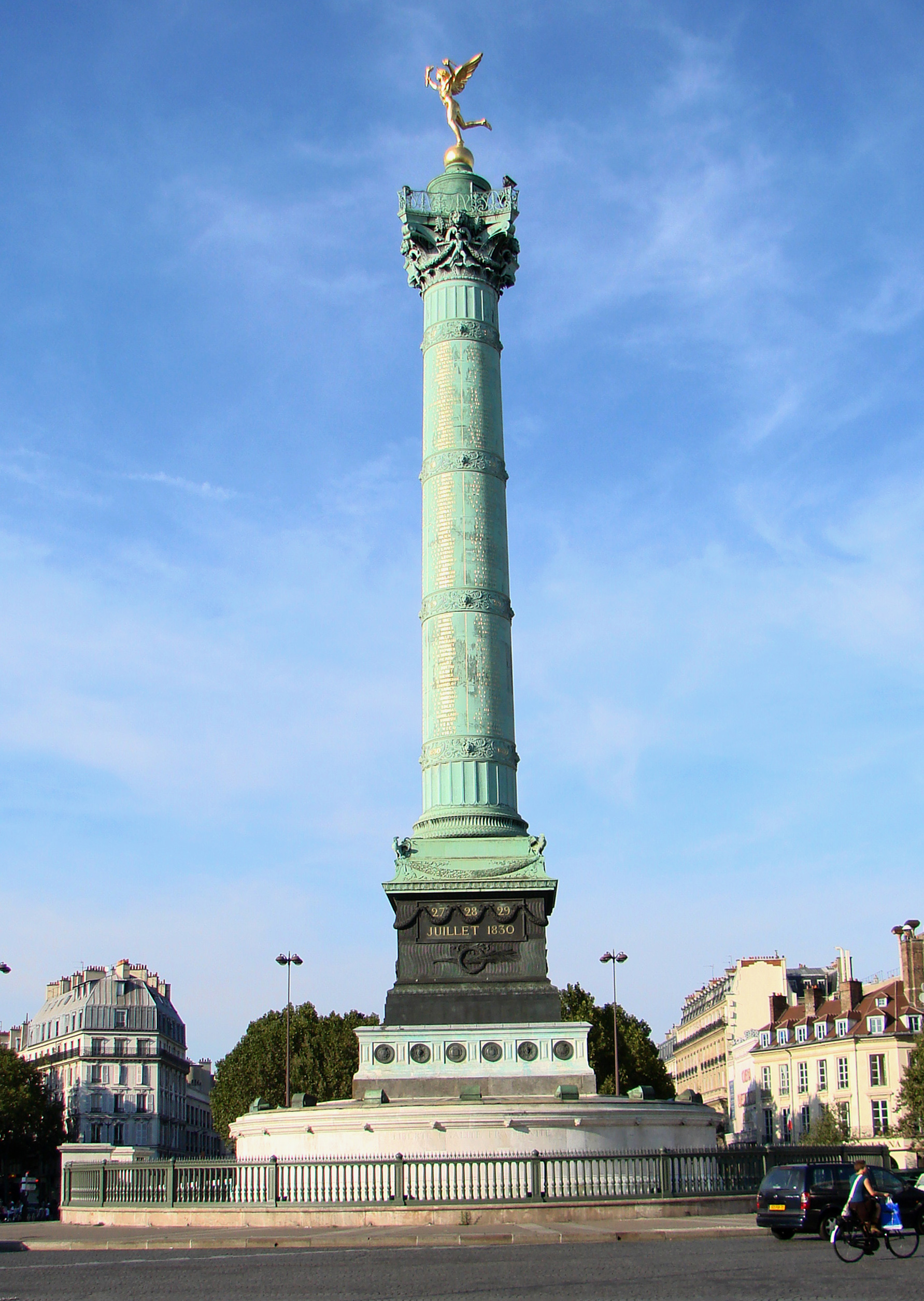
La Columna de Julio.

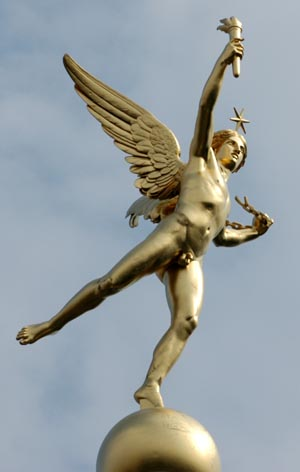
El Genio de la Libertad.

La Columna de Julio (del francés: la colonne de Juillet) es un monumento parisino situado en la plaza de la Bastilla en el punto de unión del IV, XI y XII distritos de París. Se construyó para conmemorar la Revolución de 1830.

## Historia
Desde 1792 se planteó construir un monumento en el emplazamiento de la derruida fortaleza de la Bastilla. Tras diversos proyectos se decidió construir una columna inspirada en la Columna Trajana de Roma. Luis Felipe I de Francia encargó el proyecto al arquitecto Jean-Antoine Alavoine aunque sería finalmente Louis Duc quien pondría en pie el monumento al fallecer el creador del proyecto en 1834. Fue inaugurada el 28 de abril de 1840.
Bajo el monumento se hizo sitio para albergar los restos mortales de las 504 víctimas de las jornadas revolucionarias de 1830. A estos se unieron unos 200 cuerpos más a consecuencia de la Revolución de 1848.

## Descripción
La columna mide 46,3 metros de altura y se sitúa en el centro de la plaza de la Bastilla. Su base circular está hecha de mármol blanco. Por encima, un pedestal rectangular luce varios medallones en los que figuran: la Cruz de Juillet, la cabeza de una Medusa, la Constitución de 1830 y el símbolo de la justicia. El alto de la columna está coronado por una escultura de bronce dorado realizada por Auguste Dumont y llamada el «Genio de la Libertad».
En una placa situada al pie de la columna puede leerse: 

A la gloria de los ciudadanos franceses que se armaron y combatieron por la defensa de las libertades públicas en las memorables jornadas del 27, 28 y 29 de julio de 1830.
À la gloire des citoyens français qui s'armèrent et combattirent pour la défense des libertés publiques dans les mémorables journées des 27, 28, 29 juillet 1830.